# Езерище (озеро, бассейн Нарвы)
Езе́рище — озеро в бассейне реки Великая (большого бассейна Нарвы и, в частности, Псковского озера) в Пустошкинском районе Псковской области.
Озеро является проточным озером: в него впадает с северо-востока и вытекает с северо-запада река Великая.
Площадь водоёма 3,2 км² (с островами — 3,3 км²), площадь водосборного бассейна 2670 км². Средняя глубина озера составляет около 2,5 метра, наибольшая — около 5,5 метра.
Находится в Алольской волости Пустошкинского района (на границе с Себежским районом) Псковской области.
Код ГВР — 01030000111102000025571.